# الطاعون القرمزي
الطاعون القرمزي (بالإنجليزية: The Scarlet Plague)‏، رواية خيالية عن نهاية العالم وما بعدها كتبها جاك لندن ونُشرت في الأصل في مجلة لندن في عام 1912. في عام 2020 تمت الإشارة إلى هذا الكتاب على أنه مشابه جدا لجائحة فيروس كورونا كوفيد-19، لا سيما أن جاك لندن كتبها في وقت لم يكن العالم متصلاً بالسفر السريع كما هو الحال في هذا اليوم.

## ملخص الحبكة
تدور أحداث القصة في عام 2073، بعد ستين عامًا من انتشار وباء لا يمكن السيطرة عليه، قضى الموت الأحمر على معظم سكان الكوكب. جيمس سميث هو أحد الناجين من الحقبة التي سبقت إصابة الطاعون القرمزي وما زال حيًا في منطقة سان فرانسيسكو، وهو يسافر مع أحفاده إدوين وهو-هو وهير ليب. أحفاده شبان ويعيشون كصيادين وجامعي ثمار بدائيين في عالم لم يعد مزدحمًا بالسكان. فكرهم محدود، وكذلك قدراتهم اللغوية. إدوين يسأل سميث، الذي يسمونه «جرانسر»، لإخبارهم عن المرض الذي يُشار إليه بالتناوب على أنه الطاعون القرمزي أو الموت القرمزي أو الموت الأحمر.
يروي سميث قصة حياته قبل الطاعون، عندما كان أستاذًا للغة الإنجليزية. في عام 2013، أي بعد عام من «تعيين مورغان الخامس رئيسًا للولايات المتحدة من قبل مجلس الأقطاب»، ظهر المرض وانتشر بسرعة. يتلون المصابون بالقرمزي، على وجوههم بالتحديد، وتصبح أطرافهم السفلية مخدَّرة. مات الضحايا عادة في غضون 30 دقيقة من ظهور الأعراض لأول مرة. على الرغم من ثقة الجمهور في الأطباء والعلماء، لم يُكتشف أي علاج، والذين حاولوا إيجاد علاج قُتلوا أيضًا بسبب المرض. يتساءل الأحفاد عن إيمان سميث بـ «الجراثيم» التي تسبب المرض لأنهم لا يمكن رؤيتها.
سميث شاهد أول ضحية من الطاعون القرمزي أثناء التدريس عندما رأى وجه امرأة شابة يتحول إلى اللون القرمزي. ماتت بسرعة، وسرعان ما انتشرت حالة من الذعر في عموم الحرم الجامعي. يعود إلى المنزل لكن عائلته ترفض الانضمام إليه خشية تعرضه للإصابة. وبعد ذلك بفترة وجيزة، ينتشر الوباء في المنطقة وبدأ السكان في القيام بأعمال شغب وقتل بعضهم البعض. يلتقي سميث مع زملائه في مبنى قسم الكيمياء في كليته، حيث يأملون انتظار انتهاء المشكلة. سرعان ما يدركون أنه يجب عليهم الانتقال إلى مكان آخر من أجل السلامة ويشرعون بالارتحال إلى الشمال.
بعد ذلك بوقت قصير، تموت مجموعة سميث بأكملها ويُترك على أنه الناجي الوحيد. يعيش لمدة ثلاث سنوات لوحده برفقة حصان صغير وكلبَيْن. في النهاية، فإن حاجته للتفاعل الاجتماعي تُجبره على العودة إلى منطقة سان فرانسيسكو بحثًا عن أشخاص آخرين. يكتشف أخيرًا أنه قد أُنشئ مجتمع جديد مع عدد قليل من الناجين، الذين تفرقوا في قبائل.
يخشى سميث أنه هو آخر من يتذكر الأوقات التي سبقت الطاعون. يتذكر ويحن إلى جودة الطعام والطبقات الاجتماعية ووظيفته والتكنولوجيا. بينما يدرك أن وقته ينفد، يحاول نقل قيمة المعرفة والحكمة لأحفاده. جهوده تذهب سدى، ومع ذلك، فإن الأطفال يسخرون من ذكرياته عن الماضي، والتي تبدو غير معقولة على الإطلاق بالنسبة لهم.